# Chungcheong

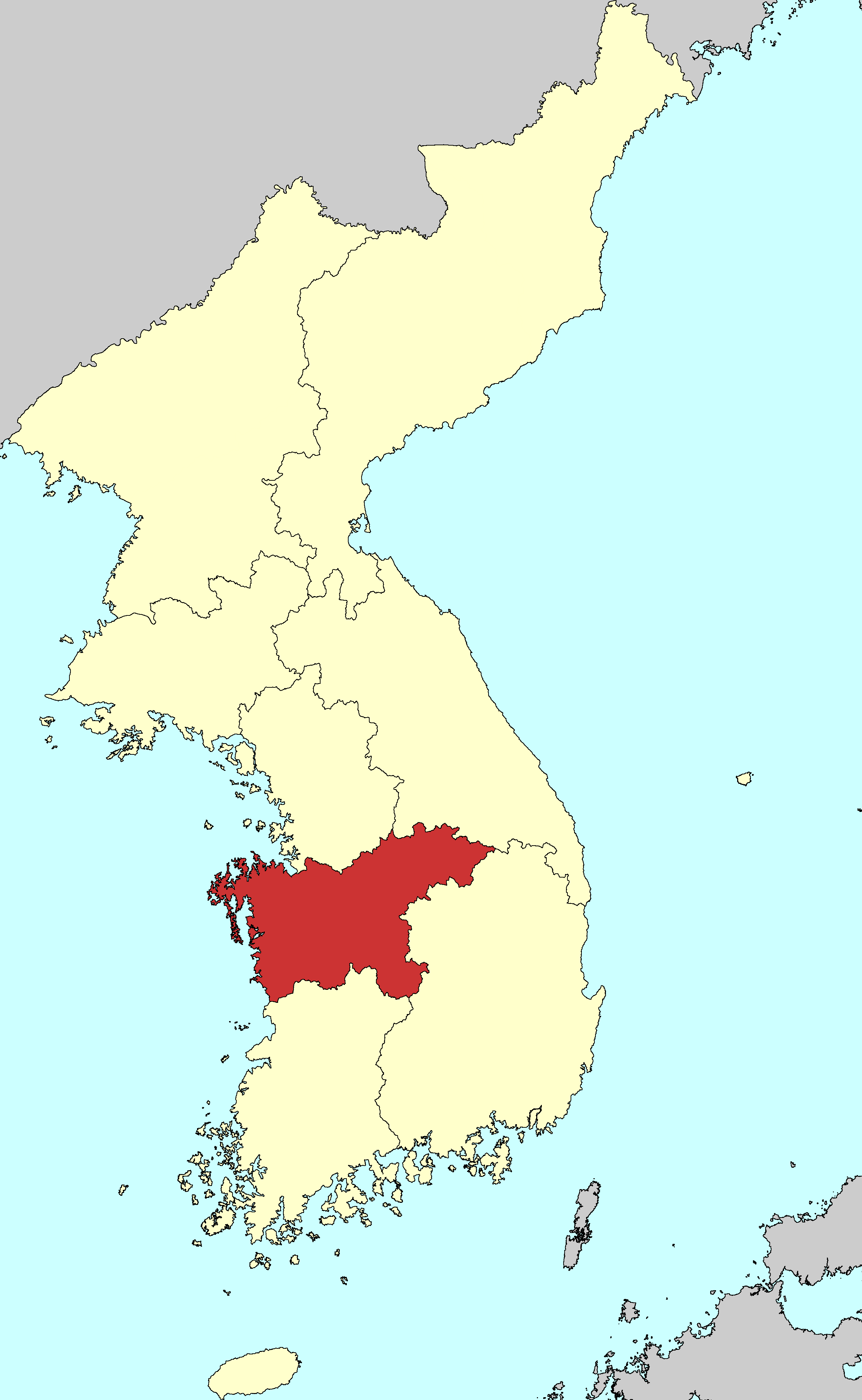
Cartes des 8 provinces de Corée.

Chungcheong (忠清道 충청도 (Chungcheong-do)) ou Tioncion est une des huit anciennes provinces de Corée, durant la période Choson. Elle était située au sud-ouest de la Corée et sa capitale était Gongju, qui a été la capitale du royaume du Baekje de 475 à 538.

## Partition du Chungcheong
En 1896, Chungju et les districts est de Gongju sont assemblés pour former la province du Chungcheong du Nord. Le Hongju et les districts ouest du Gongju sont assemblés pour former la province du Chungcheong du Sud.  Les Chungcheong du Nord et du Sud font aujourd'hui partie de la Corée du Sud.